# تاي إنجلاند
تاي إنجلاند (بالإنجليزية: Ty England)‏ هو مغن مؤلف أمريكي، ولد في 5 ديسمبر 1963 في أوكلاهوما سيتي في الولايات المتحدة.

## وصلات خارجية
- تاي إنجلاند على موقع ميوزك برينز (الإنجليزية)
- تاي إنجلاند على موقع ديسكوغز (الإنجليزية)